# Gömöri V. István
Gömöri V. István (Budapest, 1945. december 1. –) magyar színész, rendező, zenész, zeneszerző, dalszövegíró.

## Életpályája
Budapesten született. Színészként az Állami Déryné Színház stúdiójában végzett 1971-ben. 1970-től ennek a társulatnak az előadásaiban szerepelt, 1978-tól a jogutód Népszínház művésze volt. 1979-től a Budapesti Gyermekszínház, illetve az Arany János Színház színésze. Az 1980-as években színésztársaival: Simorjai Emesével és Balogh Bodor Attilával megalakították a Kenderkóc együttest.1989-től szabadfoglalkozású színművész, vendégművészként dolgozott a Madách Színházban és a Radnóti Miklós Színházban. Zenészként a Z’Zi Labor együttesben játszott. Dalszerzéssel, szövegírással és rendezéssel is foglalkozik. 1987-ben és 1988-ban nívódíjat kapott. 
1998-tól szinkronrendezőként dolgozik.
1991-ben énekesként, megjelent első önálló lemeze "Darányi E. Sándor elfelejtett dalai" címmel a Magyar Hanglemezgyártó Vállalat kiadásában.

## Fontosabb színházi szerepei
- William Shakespeare: Szentivánéji álom... Gyalu-Oroszlán
- Carlo Collodi: Pinokkió... Gepetto; Kanóc
- Molière: A fösvény... Keszeg
- Molière: Scapin furfangjai...  Scapin; Geronte
- Anton Pavlovics Csehov: Hattyúdal... Súgó
- Anton Pavlovics Csehov: Jubileum... Könyvelő
- Alekszej Nyikolajevics Tolsztoj: Aranykulcsocska... Pierrot
- L. Frank Baum: Óz, a nagy varázsló... Madárijesztő; Henry bácsi
- Bertolt Brecht – Kurt Weill: Koldusopera... Leprás Mátyás
- Pierre Barillet – Jean Pierre Grédy: A kaktusz virága... Igor (és a bárénekes)
- Tankred Dorst – Ursula Ehler: Amálka... A Kutya
- Petőfi Sándor: A helység kalapácsa... Bagarja
- Tersánszky Józsi Jenő: Szidike kisasszony... Áskárá
- Szakonyi Károly: Adáshiba... Imrus
- Tamási Áron: Búbos vitéz... vőfély
- Keleti István: Az ördög három aranyhajszála... János (főszerep)
- Keleti István: Pacsuli palota... Peti, takács
- Juhász István: Feri világgá megy... Erik papa
- Örsi Ferenc: Princ, a civil... Princ; ifj. Rémai,  ifj. Kardos Csaba
- Polgár András: Családi fénykép... Káté
- Kovalik Márta – Hegyi Imre: Patt... Csaba
- Padisák Mihály: Engedetlen szeretők... Mutatványos (főszerep)
- Batta György: Töklámpás... Fityfiritty
- Yukio Mishima: Elcserélt legyezők... Yosio
- Tömöry Márta – Gömöri V. István: Csizmás kandúr... Legkisebb fiú
- Szigligeti Ede – Horváth Attila – Illés Lajos : Liliomfi...  Gyuri, pincér

## Filmek, tv
- Feri világgá megy   (TV)
- Zengő ABC (TV sorozat)
- Az ördög három aranyhajszála (színházi előadás tv-felvétele)... Rendező
- Budakeszi srácok
- Budapest kávéház

## Színházi rendezései
- A Nap családja (Budapesti Planetárium)
- Kozmikus katasztrófák (Budapesti Planetárium)
- Ufo vadászok csapdája (Budapesti Planetárium)
- Az ördög három aranyhajszála (Budapesti Gyermekszínház)
- Mese a halászlányról (Budapesti Gyermekszínház)
- A Zizi bolygó titka (Planetárium Sci-fi Színház)
- Zizi űrbázis jelentkezik (Planetárium Sci-fi Színház)
- Csillagszemű robotok  (Planetárium Sci-fi Színház)
- Betlehemi csillag (Planetárium Sci-fi Színház)
- Csehov: A dohányzás ártalmasságáról (Állami Déryné Színház)
- Csehov: Leánykérés  (Állami Déryné Színház)
- Pataki Éva: Tündér a padláson (Arany János Színház)
- Block–Lorca: Don Perlimplin – két egyfelvonásos (Arany János Színház)
- Tamási Áron: Énekes madár (Arany János Színház)

## Lemezek, hangjátékok
- Zizi bolygó titka
- Csillagszemű robotok
- Zizi űrbázis jelentkezik
- Az ördög három aranyhajszála
- Betlehemi csillag
- Mindenlátó királylány
- Zengő ABC

## Szinkronrendezői munkáiból
- A Mesemondó        ( Andersen mesék ) 1 – 26
- Vipo és barátai    1 – 26
- Vipo és barátai, az idősziget túlélői   1 - 26
- Thomas, a gőzmozdony, Thomas és barátai   1 – 170,  263 - 288
- Thomas, a nagy felfedező  (egyedi, zenés, hosszú változat)
- Fifi virágoskertje        I - II évfolyam    52 ep.
- Roary, a kis versenyautó I – II. évf    52 ep.
- Én kicsi pónim   1 - 52   ep.
- Arthur     I-XIII évfolyam   1 – 104 ep.
- Arthur karácsonya                 (egyedi, hosszú változat)
- Rejtélyek Tesz-Vesz városban   1 - 26
- Rupert Maci    1 - 52
- Miss BG    1 - 104
- A Kiskirálylány    1 - 78
- Yakari     1 - 78
- Chuggington pályaudvar  1 - 26
- Franklin     1 - 78
- Duda és Pocsolya II évf.
- Sharon naplója    66 – 78
- Szivárványvarázs   (Magic Rainbow)   (egyedi, hosszú változat)
- Lilla házi állatkertje   1 - 26
- Moby Dick    24 - 25
- Conni, a boci    I - II évf
- Niels Holgerson   (egyedi, hosszú változat)
- Bori bari      1 – 26
- Woofy    1 - 52
- Allegra ablaka  1 - 26
- Heuréka vára   1 – 26
- Horseland   26 - 52
- Tinga Tinga mesék    1 - 52
- Eszes Jess   27 – 52
- Sandra, a nyomozó   1 - 52
- Ozie Boo (egyedi, hosszú változat)   I – II.
- Ozie Boo   1 - 78
- Lilian, és a kis egyszarvú   (egyedi, hosszú változat)
- Egyesült állatok       (United animals)     Mozi film
- Miss BG   1  - 104.
- Miss BG  extra  (hosszú) 1 - 2
- Maja, a méhecske (egyedi, hosszú változat) (német)
- Maja, a méhecske  1 – 78   (új, 3D változat)
- Kis csirkék   I-II évf.
- Alex és a dzsungel  sorozat
- Alex és a tenger   sorozat
- Alex és a hangszerek  sorozat
- Alex és a gyümölcsös  sorozat
- Gondos bocsok    I – II  évf. 1 – 52 ep
- Thelmo és Thula, a kis szakácsok  1 - 52   ep.
- Thelmo és Thula, a kis ezermesterek   1 – 52
- Zorro   1 – 13   (animációs változat)
- Szép álmokat gyerekek 1-60
- Eperke és barátai  II- III –IV   évf.
- Rozsdalovag      1 - 52 ep
- A Kis sárkány kalandjai 1 - 78  .
- Milly , a kíváncsi     1-78 rész
- Tapsi és barátai  1-26
- A Kisherceg legújabb kalandjai   1 - 52
- Irány Okidó!   1 - 52
- Ági – Bági  27 – 52  évf.
- Bori     (Meine freundin Connie)     27 - 52 ig
- Miffy és barátai    1 - 78 ep  I-III évf.
- Miffy kalandjai    1 - 52  I-II  évf
- A varázsvetítő   1 - 78 III évf.
- Poló  1- 52
- Harisnyás Pippi      80 perces animációs, zenés változat
- Irány Okidó 1 – 52
- Tapsi és barátai  1 – 26
- Blinky Bill fehér karácsonya    egyedi (hosszú)
- Niels Holgerson csodálatos utazása a vadludakkal    (hosszú változat)
- Stellalúna     (egyedi film)
- Gondos bocsok   1 – 52
- Nagy maci  és Cin 1 – 52
- Bindi  1 – 20
- Sün Alfréd  1 – 52
- A lovas klub  (Horseland)  27 – 39
- Sharon naplója  66 - 78
- Mása és a medve  1 – 78 DVD kiadás
- Katuri   1 – 78 ep
- Sziklaszirti mesék  1 – 78 ep.
- Super Wings, a Szárnyalók  1 – 104 ep.

MAGYAR ANIMÁCIÓS FILMEK
Szőrmók ovi  1-10
Janó Manó és az elveszett harmatcseppek  1-13
Janó Manó és a Csodálatos Bolygolyóbis  1-13
Marci Kertje 
Kajla kalandok
NEM ANIMÁCIÓS JÁTÉKFILMEK, SOROZATOK:
- IDA        Oscar- díjas,   lengyel film   (MTVA)
- A PADLÁSON  Oscar díjra nominált film  (MTVA)
- PAPÁS-BABÁS (Baby- Daddy)    1 – 47     (MTVA)
- A KUTYA, AKI MEGMENTETTE A KARÁCSONYT
- A KUTYA, AKI MEGMENTETTE A HALLOWEENT
- A KUTYA, AKI MEGMENTETTE A VAKÁCIÓT
- ED  201 - 226
- ÜGYVÉDEK  201-226
- HÓPEHELY    (SNOWFLAKE)  Mozi film
- BOSZORKÁNYKARD   201 – 226
- BOLDOG SZÜLETÉSNAPOT   1 – 52  (NÉMET SOR.)
- REMÉNYSZIGET  (HOPE ISLAND)   1 – 22
- SZERELEM A HALÁL UTÁN   (Love after death)
- DEVLIN
- TÜKÖRKÉPEK
- NÉMA TANÚK
- GYILKOSSÁG FEKETE FEHÉRBEN
- LONDONI KÜLDETÉS(Mission London)    Mozifilm
- VÉGZETES EXPONÁLÁS
- EGY KÓRHÁZ MAGÁNÉLETE  (sorozat) 27 - 104